# Wilfried David
Wilfried David (Bruges, 22 de abril de 1946 - Wingene, 15 de junho de 2015) foi um ciclista belga que foi profissional entre 1968 e 1976.
Durante a sua carreira desportiva conseguiu 13 vitórias, destacando a Volta a Bélgica de 1968, o Tour da Romandia de 1973 e uma etapa do Tour de France (1973) e à Volta a Espanha (1971).

## Palmarés
1966
- Vencedor de uma etapa à Volta na província de Namur

1967
- 1º na Volta a Bélgica amadora

1968
- 1º na  Volta a Bélgica
- Vencedor de uma etapa da Paris-Nice

1969
- 1º em Oostduinkerke
- 1º em Vichte

1970
- 1º na Omloop Mandel-Leie-Schelde

1971
- Vencedor de uma etapa da Volta a Espanha

1972
- Vencedor de uma etapa da Volta à Suíça

1973
- 1º no Tour da Romandia e vencedor de uma etapa
- 1º na Bruxelas-Ingooigem
- Vencedor de uma etapa ao Tour de France
- Vencedor de uma etapa do Critèrium do Dauphiné Libéré

1976
- Vencedor de uma etapa do Tour Méditerranéen

### Resultados ao Tour de France
- 1968. Abandona (12ª etapa)
- 1969. 27º da classificação geral
- 1971. Abandona (14ª etapa)
- 1972. 41º da classificação geral
- 1973. 74º da classificação geral. Vencedor de uma etapa
- 1974. Abandona (11ª etapa)
- 1975. Abandona (11ª etapa)

### Resultados à Volta a Espanha
- 1971. 2º da classificação geral. Vencedor de uma etapa